# Scheg
Als Scheg wird ein Teil eines historischen Schiffes bezeichnet, der überwiegend bei hölzernen Segel(kriegs)schiffen verbaut wurde.

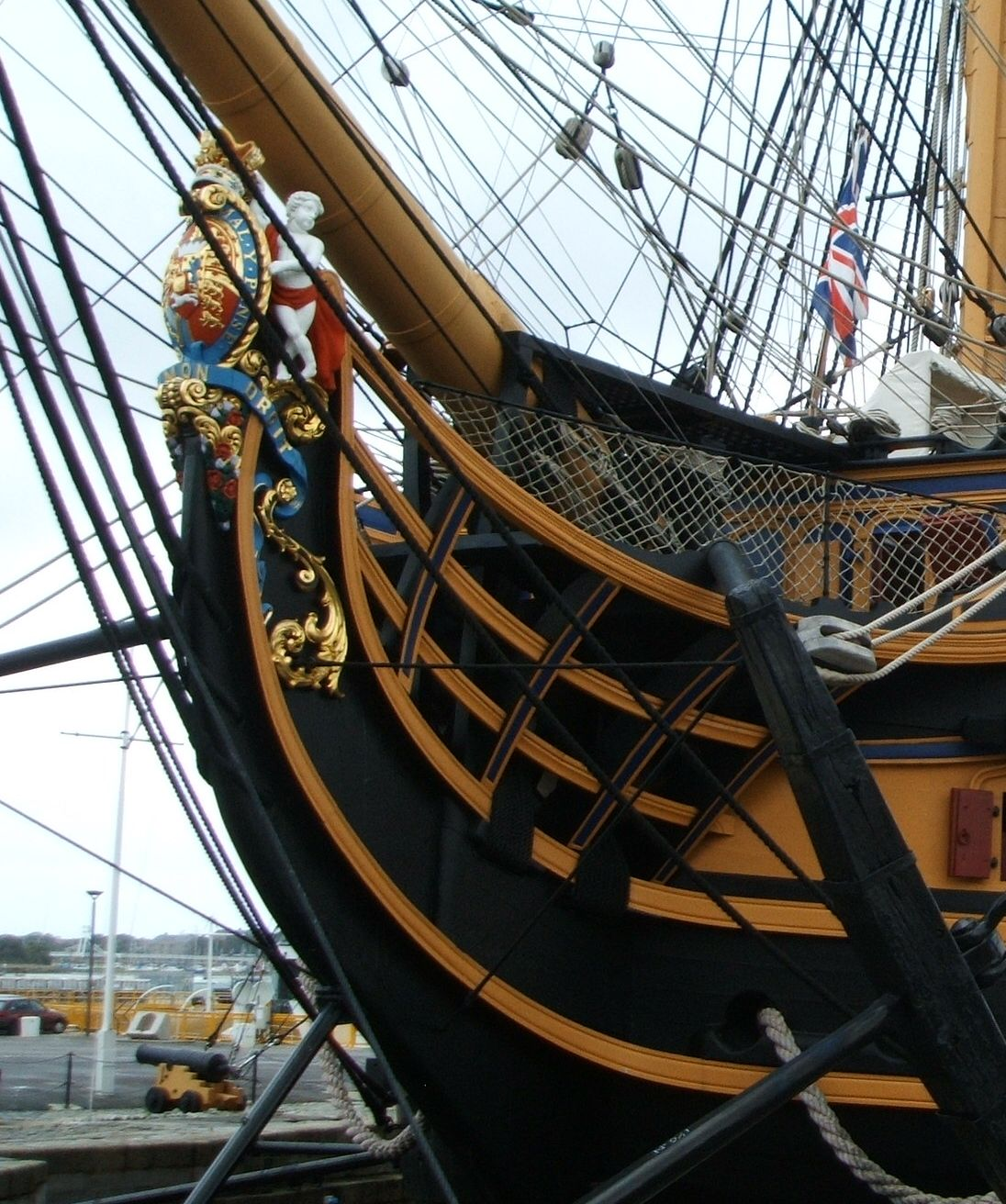
Scheg der Victory

Dabei handelt es sich um eine Verlängerung des Vorstevens am Bug, der sich in der Regel aus mehreren ineinander gepassten Hölzern zusammensetzt.
Nachfolgende Aufstellung kann Bestandteil des Schegs sein:
- Schegknie
- Schloiknie
- Galionssimse
- Ankerscheuer
- Liegerfutter
- Ankerklüsen
- Galionsfigur
- Galionsspanten
- Galionsregeln
- Galionsgräting
- Kranbalken

Der Scheg ist dabei auch das tragende Teil des Galions.

## Galerie

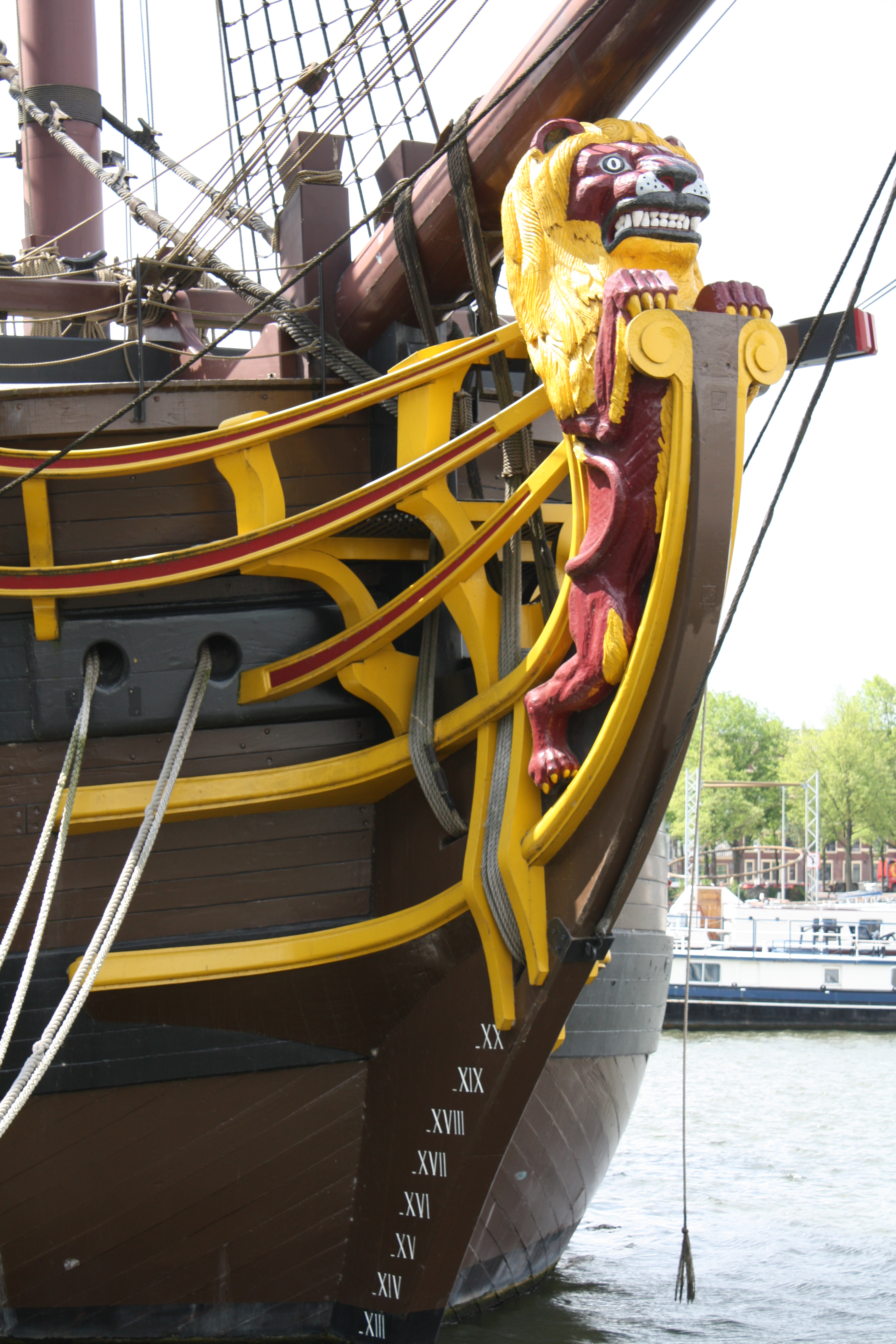
Scheg eines Niederländischen Ostindienfahrers der VOC
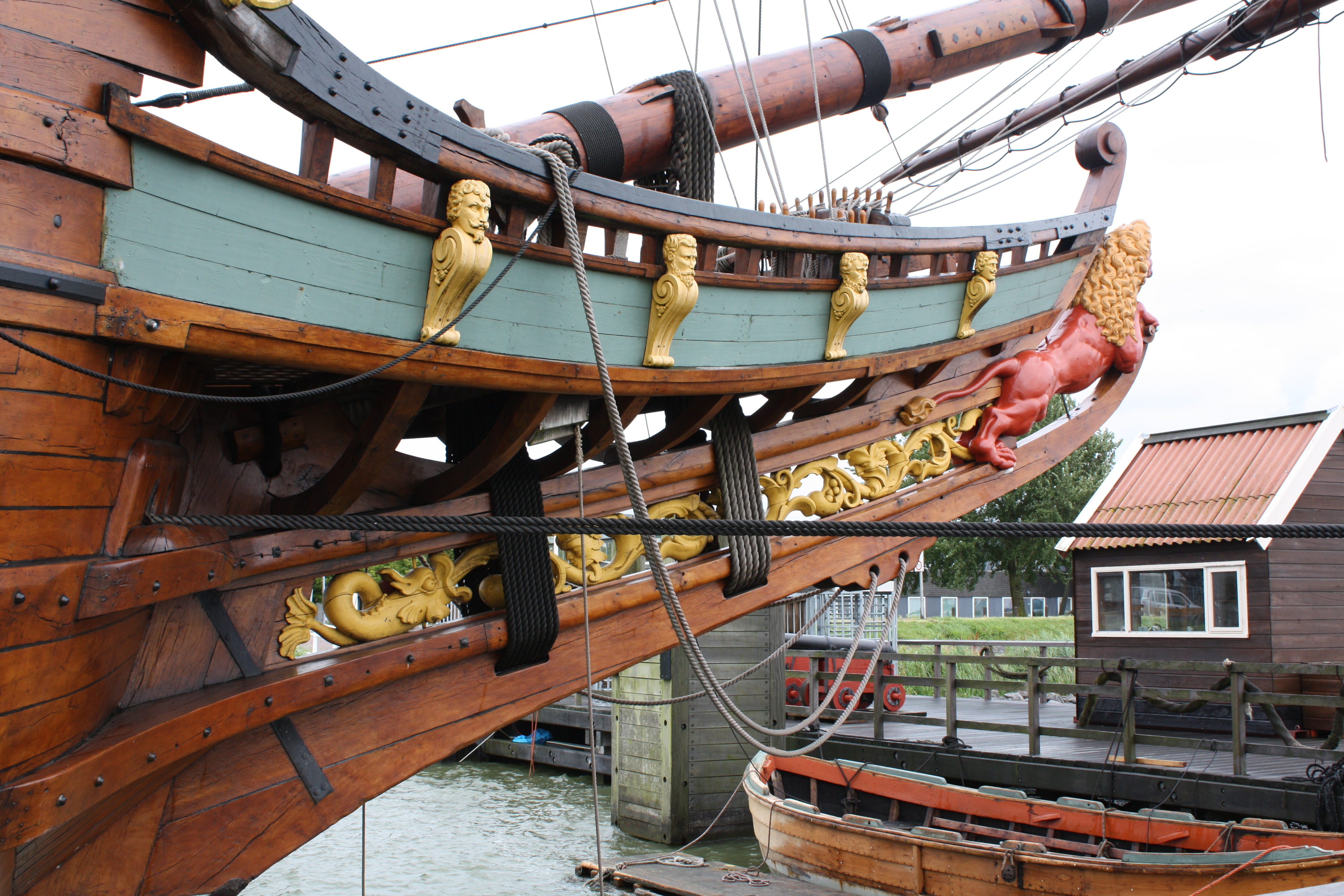
Scheg einer niederländischen Galeone (VOC-Schiff Batavia)